# Mazafaka (ハッカー集団)
Mazafakaは類するコミュニティであるシャドウクルーから移って来たユーザーが利用するサイバー犯罪フォーラムである。約20年にわたり地下組織で活動するロシア語話者のハッカーと確実に接することの出来る空間であり、入場には招待が必要とされ手数料もかかった。マネーロンダリングや犯罪の改善の相談をしたりするフォーラムでもあった。
このサイトでは、特殊なシステムを標的とするZeus (マルウェア)のカスタマイズなどのサービスを提供していた。

## 2021年の侵害
2011年にも攻撃を受けていたが、2021年3月3日に身元不明の攻撃者からユーザーID、名前、パスワード、メールアドレスなどが侵害されたことが明らかになった。フォーラムのユーザーは自身の身が心配であるという。これらのデータは本物であるとされ、フォーラムの2段階認証に使うユーザー認証とそのハッシュ化されたパスワードが記載されていた。信頼性のあるユーザー番号も含まれていた。